# Нариманово (Оренбургская область)
Нариманово — посёлок в Пономарёвском районе Оренбургской области в составе Наурузовского сельсовета.

## География
Находится на расстоянии менее 6 километров по прямой на юг-юго-восток от районного центра села Пономарёвка.

## Население
Постоянное население составляло 4 человек в 2002 году (татары 100 %), 3 в 2010 году.